# Polygala equisetoides
Polygala equisetoides är en jungfrulinsväxtart som beskrevs av A. St.-hil.. Polygala equisetoides ingår i släktet jungfrulinssläktet, och familjen jungfrulinsväxter. Inga underarter finns listade i Catalogue of Life.